# Fredrik Henrik af Chapman

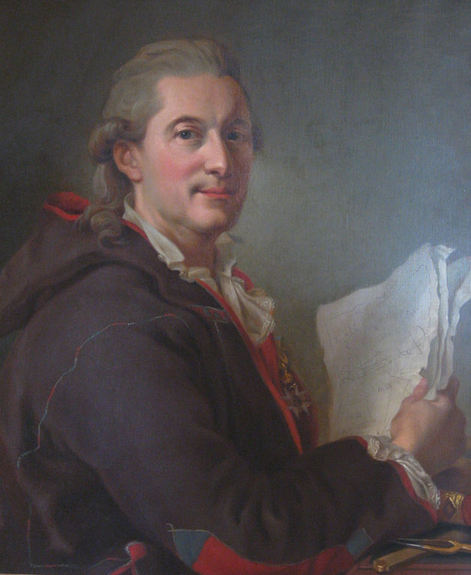
Chapman retratado por Lorens Pasch el Joven en 1778

Fredrik Henrik Chapman (Gotemburgo, 9 de septiembre de 1721-19 de agosto de 1808) marinero y arquitecto naval sueco.

## Educación en Inglaterra
De padres ingleses, Chapman nació en Suecia. Tras unos años como marinero, cofundó un pequeño astillero donde construyeron barcos pequeños y realizaban trabajos de mantenimiento para la Compañía Sueca de las Indias Orientales. Aunque había recibido una buena educación básica en Suecia sobre construcción naval, Chapman reconoció que no poseen los conocimientos de matemáticas necesarios para determinar el proyecto y la estabilidad en la etapa de diseño de un barco. En 1748, vendió su participación en el astillero y se fue a vivir a Estocolmo, donde estudió durante dos años bajo el barón Palmqvist. Después pasó a estudiar matemáticas con el matemático inglés Thomas Simpson, que había trabajado con los métodos para calcular el volumen de superficies y cuerpos irregulares. Después de un año de estudios en Londres, fue a estudiar construcción naval en los astilleros reales británicas de Woolwich, Chatham y Deptford.

## Método de la parábola

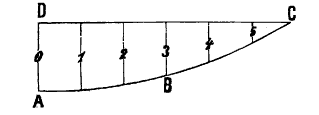
Método de la parábola Architectura Navalis Mercatoria, 1768

Examinando con detenimiento los dibujos de los barcos con conocidas buenas cualidades de navegación, Chapman se dio cuenta de que el marco debía dividir con cierta progresión. Los marcos deben disminuir desde el lugar de mayor anchura en la misma relación que las coordenadas 0, 1, 2, 3, 4, etc., donde el arco ABC es una parábola, AD es el eje y A es el vértice (la "cresta"). Este método de construcción lo llamó el «método de la parábola». Chapman también presentó otro método, el llamado «método de relajación», pero su preferido era el «método de la parábola».

## Publicaciones
- Tratado sobre la construcción de barcos. Con demostraciones y explicaciones sobre el libro: Arquitectura Navalis Mercatoria, & C. Traducido del sueco, publicado con notas y adiciones... por Honoré Sébastien Vial de Clairbois. Brest, Malassis, 1781.
- Architectura Navalis Mercatoria. Stockholm. 1768.
- Tratado olmo Skepps-byggeriet. Stockholm. 1775.
- Försök till theoretisk afhandling att gifva linjeskepp och fregatter dera Ratti form. 1806.

## Barcos diseñados por Chapman

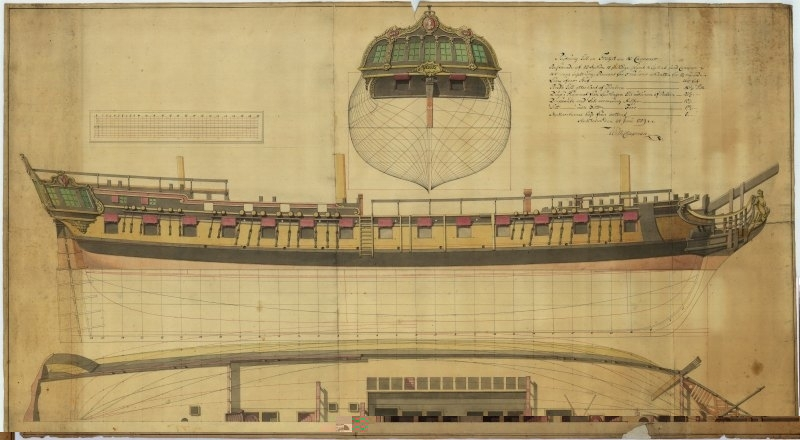
Un diagrama esquemático de la fragata Venus de la clase Bellona (puesta en marcha en 1783), elaborado por Chapman en 1789.

- Amphion
- Jacobstads Wapen
- Vasaorden
- Galten
- Delfinen
- Wasa
- Dristigheten
- Konung Gustaf III
- Äran
- Konung Adolf Fredrik
- Försiktigheten
- Kronprins Gustaf Adolf
- Fäderneslandet
- Venus
- Fragatas de la clase Bellona
- hemmema
- pojama
- turuma
- udema

## Galería

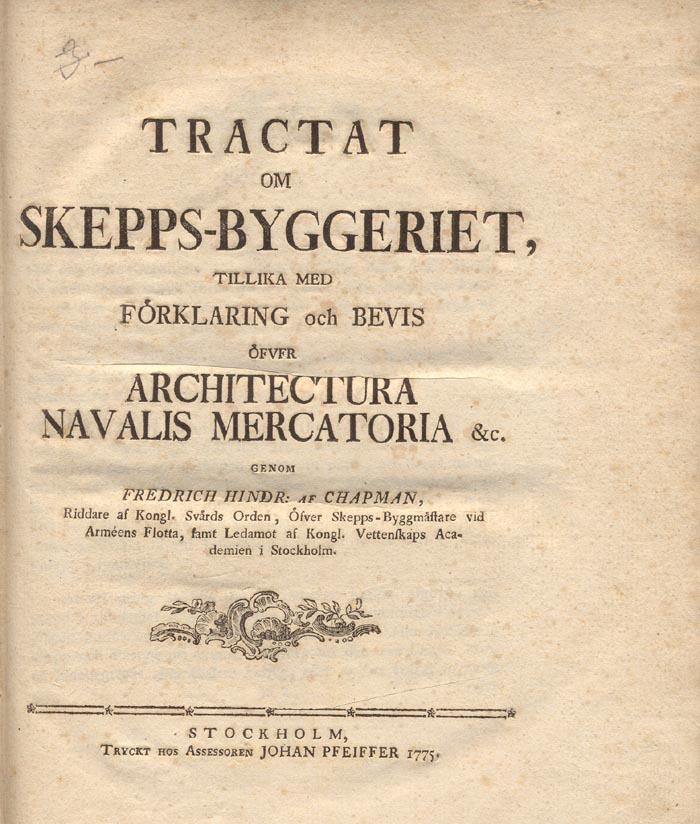
Portada del Tratado olmo Skepps-byggeriet
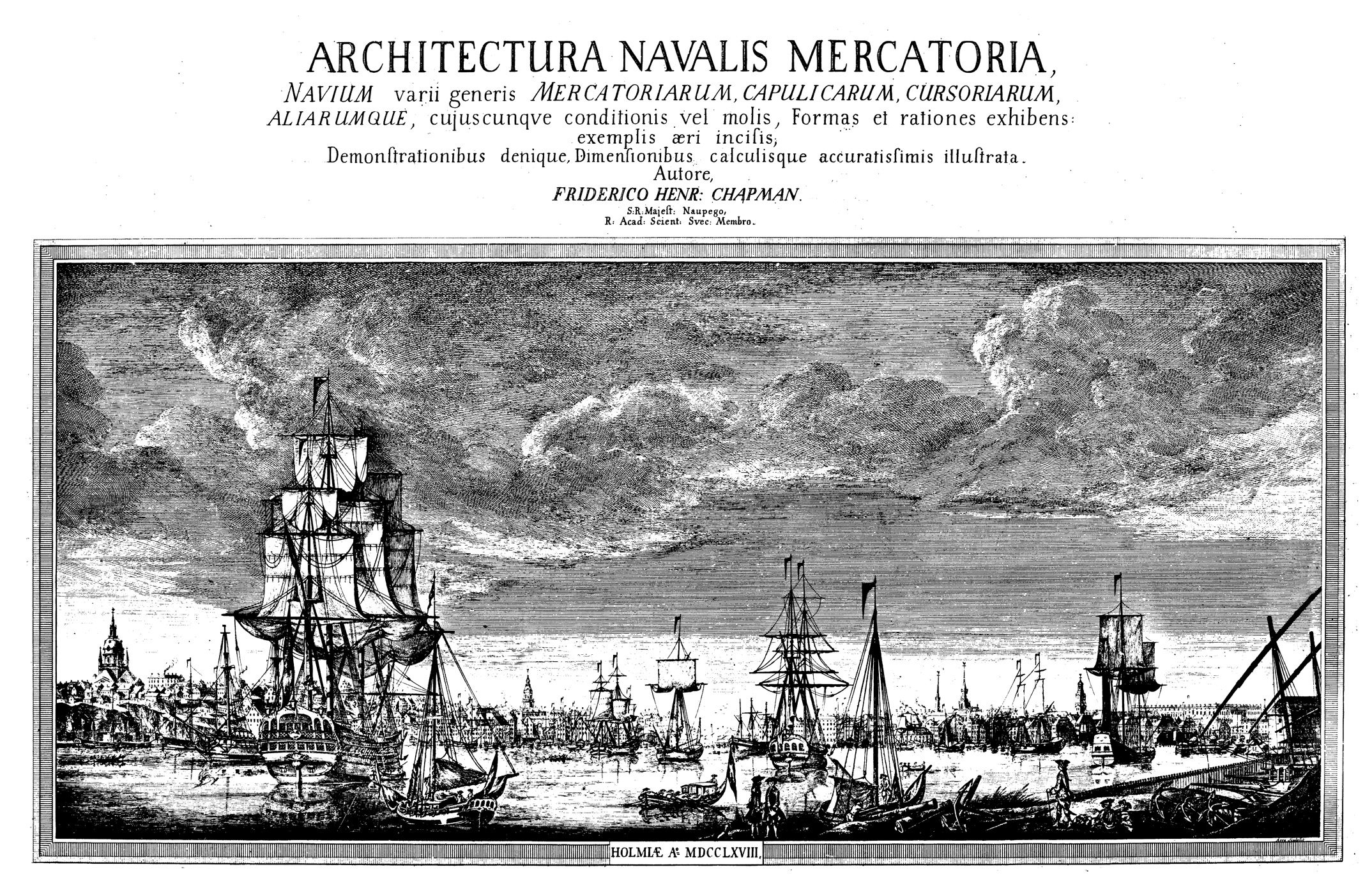
Portada de Architectura Navalis Mercatoria, 1768
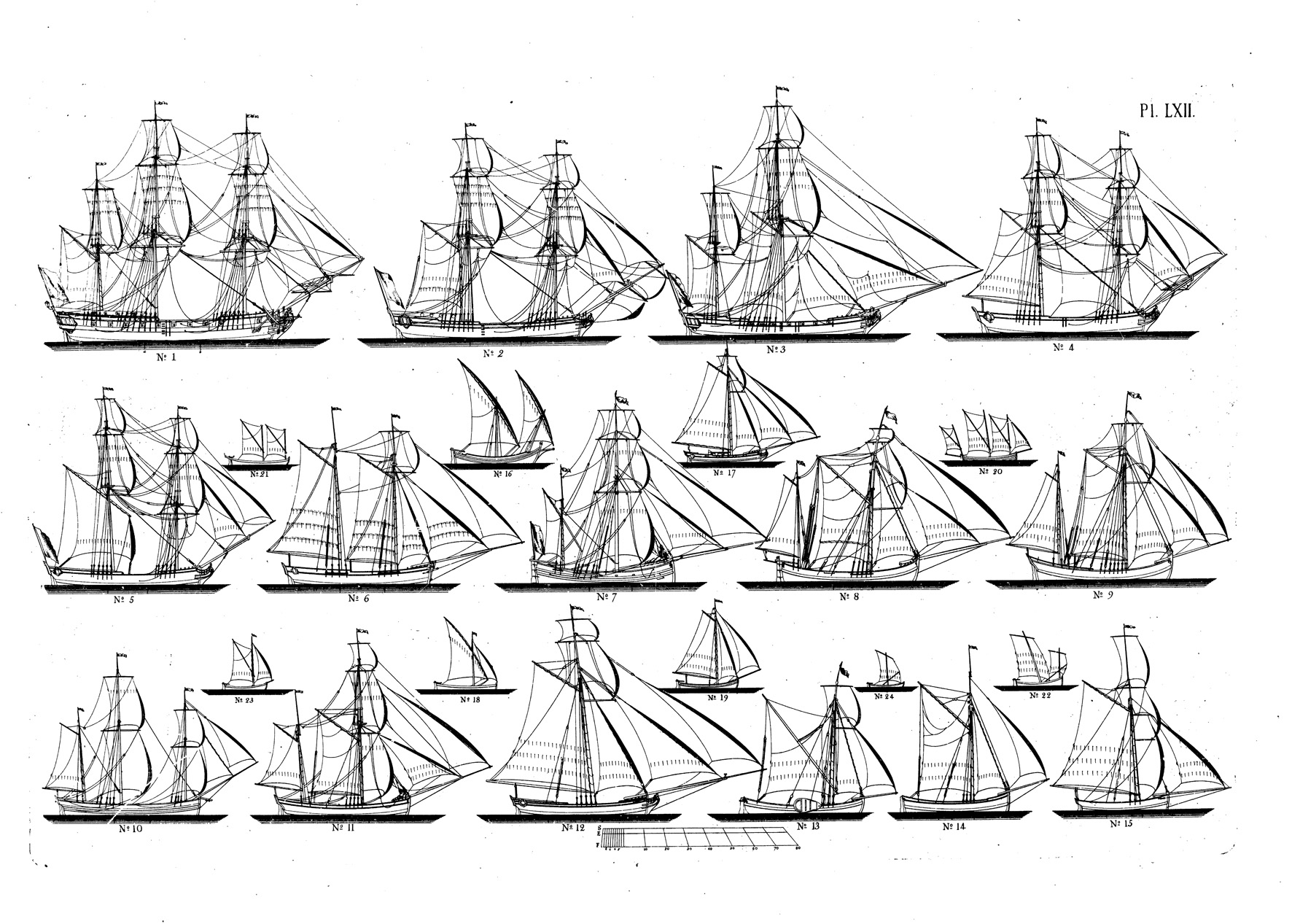
Resumen de los barcos de vela descritos en Architectura Navalis Mercatoria
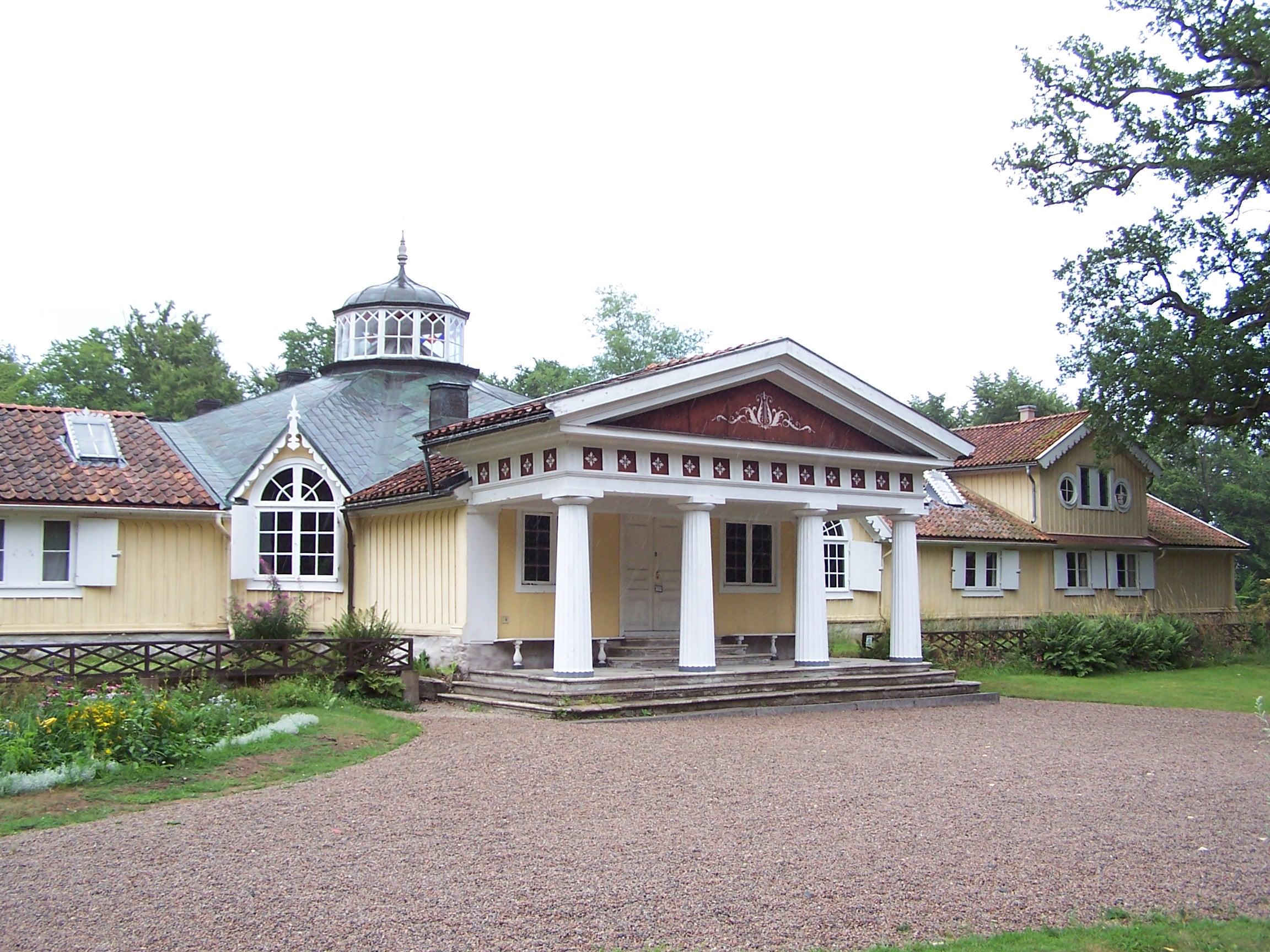
La finca Skärva, residencia de Chapman (construido desde el 1785 hasta 1786)
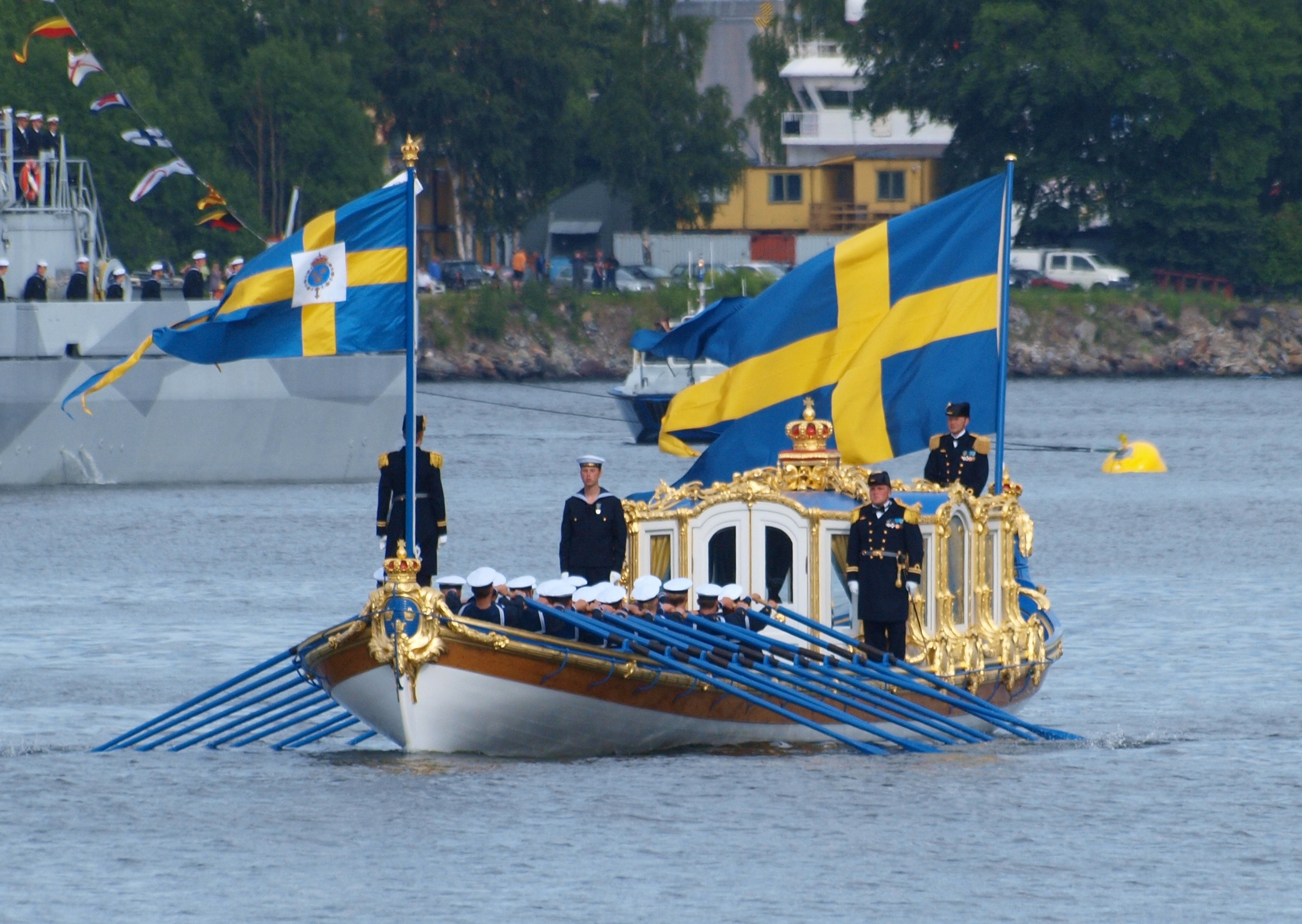
La barcaza real sueca Vasaorden durante la boda de Victoria de Suecia y Daniel Westling en 2010. Es una réplica exacta de la que fue diseñada por Chapman en 1774.

## Nota
1. ↑  Griffiths, John Willis (1854). = PA85 Treatise on marine and naval architecture; or, Theory and practice blended in ship building. D. Appleton and Company. pp. 85-. Consultado el 13 de junio de 2011.
2. ↑  Harris (2001), p. 20.